# Dorcadion steineri
Dorcadion steineri là một loài bọ cánh cứng trong họ Cerambycidae.